# Jean Alingué Bawoyeu
Jean Alingué Bawoyeu (Fort Lamy (actual Yamena), 18 de agosto de 1937) es un político chadiano, presidente interino de su país en diciembre de 1990.

## Biografía
Conocido como el viejo sabio, es de religión cristiana, y su base de apoyo se ubica en Tandjilé, en el sur del país.
En gran medida autodidacta, comenzó su carrera ingresando al Servicio Civil en 1953, donde primero fue empleado en la Tesorería de la capital. Cinco años después accedió a la posición de controlador, y con la independencia de Chad de la colonización francesa, asistió en París entre 1960 y 1961 a la Escuela Nacional de Hacienda. A su retorno a Chad, fue nombrado Inspector de la Tesorería y asesor del Director de Cuentas Públicas. Permaneció en ese puesto durante tres años, hasta que fue promovido en 1966 al rango de Tesorero General de Chad, cargo que ocupó durante diez años. En 1974 fue asignado al servicio diplomático y enviado a Nueva York como embajador en las Naciones Unidas y en los Estados Unidos, desempeñando el cargo hasta ser convocado a su país en 1977.
Luego de la desintegración de toda autoridad central tras la primera batalla de Yamena en 1979, pasó a ser secretario general del Comité Permanente del Sur, el gobierno de facto del sur de Chad dirigido por Wadel Abdelkader Kamougué. En junio de 1983, tras la caída del Comité, ocurrida un año antes, formó, junto a otros sureños que habían desempeñado importantes cargos bajo los gobiernos de François Tombalbaye y Félix Malloum, un partido de oposición, el Grupo de patriotas y demócratas chadianos. El grupo firmó el 27 de abril de 1984, en Lagos, Nigeria, un acuerdo con las Fuerzas Populares y Revolucionarias de Chad, con el objetivo de formar una tercera fuerza, opuesta tanto al gobierno chadiano como a los insurgentes del GUNT.
Reconciliado luego con el gobierno, Bawoyeu fue nombrado embajador en Francia, antes de ser elegido presidente de la Asamblea Nacional en 1989. Cuando el presidente Hissène Habré y gran parte de su gobierno huyeron el 1º de diciembre de 1990, ante el avance de las fuerzas rebeldes de Idriss Déby, Bawoyeu, como el civil de más alto rango que permanecía en Yamena, llamó a la calma por Radio Chad y anunció que, bajo la protección de las tropas francesas estacionadas en Chad, estaba liderando un gobierno interino formado por miembros de la Asamblea Nacional, y que se mantendrían conversaciones con Déby. 
Las negociaciones para discutir el traspaso de poderes comenzaron al día siguiente, cuando las fuerzas de Déby llegaron a la capital. Déby, como nuevo líder de Chad, disolvió la Asamblea Nacional y formó el 6 de diciembre como nuevo gobierno un Consejo de Estado de 33 miembros, entre los que se hallaba Bawoyeu.
El 4 de marzo de 1991, Déby fue proclamado Presidente de Chad y procedió, al día siguiente, a disolver el Consejo de Estado. En el nuevo gobierno, Bawoyeu fue nombrado para el cargo de primer ministro, un puesto en gran parte vacío de poderes que desempeñó hasta el 20 de mayo de 1992, cuando fue reemplazado por Joseph Yodoyman, un sureño como él; este apartamiento fue sentido por Bawoyeu como un acto de ingratitud política, transformándolo en un acérrimo opositor al presidente. Durante su mandato, en octubre de 1991, el Consejo de Ministros adoptó recomendaciones acerca de la registración de partidos políticos, poniendo así fin al sistema de partido único.
Todavía siendo primer ministro, fundó en 1992 uno de los primeros partidos políticos nuevos, la Unión por la Democracia y la República (UDR). Bajo esta bandera se presentó el 2 de junio de 1996 como candidato para las primeras elecciones presidenciales con pluralidad de candidatos desde la independencia, obteniendo el cuarto lugar con el 8,31% de los votos. Bawoyeu, junto a los otros 14 candidatos de la oposición, intentaron hacer anular la primera ronda de las elecciones, alegando fraudes masivos y falsificaciones que favorecían al presidente Déby, pero su petición conjunta a la Corte de Apelaciones fue rechazada el 19 de junio; Bawoyeu entonces, junto a otros candidatos, llamó a los electores a boicotear la segunda ronda.
En 1997 su partido UDR participó en las elecciones legislativas, obteniendo cuatro escaños. Se presentó a sí mismo en 1998 como un acérrimo partidario de la retirada de las fuerzas chadianas de la guerra del Congo, argumentando que, desde que no había acuerdo defensivo entre Chad y Congo-Kinshasa, no había bases legales para la presencia de tropas chadianas en ese país.
El 20 de mayo de 2001 participó en las nuevas elecciones presidenciales, pero quedó en último lugar, recibiendo solo el 2,05% de los votos, perdiendo 26% en su baluarte de Tandjilé y 14% en Yamena, donde había quedado segundo en 1996. Junto a los demás candidatos de la oposición, denunció las elecciones, pidiendo, sin éxito, su repetición. Su partido, la UDR, boicoteó en 2002 la última elección parlamentaria, e hizo lo mismo en 2005 con el referéndum constitucional. Cuando los resultados de este último se hicieron públicos, Bawoyeu dijo que los resultados estaban amañados y acusó a Déby de intentar instaurar una dinastía política. 
El 26 de marzo de 2005 el ministro de Seguridad Pública e Inmigración, Abderahmane Moussa, le retiró el pasaporte, afirmando que no era válido, y no permitiéndole así dejar Chad para participar en un importante encuentro de los principales líderes de la oposición en París, celebrado al día siguiente. Los periódicos de la oposición argumentaron que el pasaporte era válido, difundiendo unas declaraciones de Bawoyeu, en las que decía que había viajado con ese mismo pasaporte desde 2002, sin que nadie cuestionara su validez.
| Predecesor: Hissène Habré | Presidente de Chad 1990 | Sucesor: Idriss Déby |

- Datos: Q1398174